# Erligheim
Erligheim är en kommun och ort i Landkreis Ludwigsburg i regionen Stuttgart i Regierungsbezirk Stuttgart i förbundslandet Baden-Württemberg i Tyskland.
Kommunen ingår i kommunalförbundet Bönnigheim tillsammans med staden Bönnigheim och kommunen Kirchheim am Neckar.